# Julius von Bernuth (General, 1861)
Julius Friedrich Wilhelm Hilmar von Bernuth (* 7. Mai 1861 in Oschersleben; † 23. Juni 1957 in Marburg an der Lahn) war ein preußischer Generalmajor.

## Leben

### Herkunft
Julius Eltern hatten sich nach einer reichen Erbschaft der Mutter Marie (1820–1891), geborene Wrede in Oschersleben niedergelassen; ihre Brüder waren im nahegelegenen Halberstadt als Kaufleute und Fabrikaten ansässig. Sein Vater Theodor Julius von Bernuth (1811–1891), der als studierter Jurist zuletzt als Oberzollinspektor tätig war, ließ sich nach der Erbschaft in den frühzeitigen Ruhestand versetzen. Er hatte noch vier Schwestern und drei Brüder. Sein Großvater war der Wirkliche Geheime Oberregierungsrat Julius August von Bernuth.

### Militärkarriere
Am 25. September 1882 begann Bernuth seinen Militärdienst als Fahnenjunker beim 3. Garde-Regiment zu Fuß der Preußischen Armee in Berlin und avancierte Mitte Februar 1884 zum Sekondeleutnant. Er entschloss sich 1888 nach Brasilien auszuwandern und war dort in der Landwirtschaft tätig. 1890 kehrte er aber nach Deutschland zurück und setzte seine Militärkarriere fort. Er wurde am 20. September 1892 als Leutnant der Reserve beim Infanterie-Regiment Nr. 145 in Metz angestellt und ab dem 1. Oktober auf ein Jahr zur Dienstleistung bei diesem Regiment kommandiert. Vor Ablauf des Jahres wurde Bernuth im September 1893 in das aktive Dienstverhältnis übernommen. Von Metz aus zog die Familie erst nach Trier, dann nach Biebrich, wo er von 1904 bis 1908 als Hauptmann an der dortigen Unteroffizierschule tätig war. Mit der Beförderung zum Major wurde Bernuth am 10. September 1908 Kommandeur der Unteroffiziervorschule in Greifenberg in Pommern. Nach einer Verwendung in Konstanz wechselte er zum 15. September 1913 zur Kaiserlichen Marine und wurde Kommandeur des III. Stamm-Seebataillon in Cuxhaven, das als Ersatztruppe für das III. Seebataillon im deutschen Pachtgebiet Kiautschou in Tsingtau diente.
Kurz nach Ausbruch des Ersten Weltkriegs erfolgte seine Beförderung zum Oberstleutnant. Bis September 1914 war er Kommandeur der Landfront Cuxhaven und im gleichen Monat kurz Kommandeur des VII. Seebataillons, welches anschließend in das 3. Marine-Infanterie-Regiment überführt wurde. Im Oktober/November 1914 war er als Kommandeur des 1. Marine-Matrosen-Regiments in die Schlacht an der Yser als Teil der Ersten Flandernschlacht involviert sowie vom 1. Dezember 1914 bis 26. Mai 1917 als Kommandeur des 3. Marine-Infanterie-Regiments an Stellungskämpfen an Yser und Somme beteiligt. Im Jahr 1916 nahm sein Regiment außerdem an der Schlacht an der Somme sowie 1917 an der Dritten Flandernschlacht teil. In dieser Zeit erfolgte am 18. April 1917 seine Beförderung zum Oberst. Nach Stellungskämpfen in Artois und Französisch-Flandern in den Jahren 1917 und 1918 schied er wiederum aus der Marine aus, trat am 16. März 1918 als Kommandeur der 22. Reserve-Infanterie-Brigade erneut ins Heer ein und war in verschiedenen Schlachten und Kämpfen in Frankreich und Belgien eingesetzt. Für seinen Einsatz wurden ihm u. a. neben beiden Klassen des Eisernen Kreuzes auch das Ritterkreuz des Königlichen Hausordens von Hohenzollern mit Schwertern verliehen.
Während seines Einsatzes in Flandern dokumentierte er seine Erlebnisse mit einem fünfbändigen Fotoalbum unter anderem mit vielen Luftbildaufnahmen.
Unter Verleihung des Charakters als Generalmajor schied Bernuth am 3. November 1919 mit Pension aus dem Militärdienst aus.

### Familie
Bernuth heiratete am 10. Oktober 1896 in Bayreuth Elsa Spruner von Merz (1876–1945). Gemeinsam hatten sie mehrere Kinder, von diesen sind namentlich bekannt:
- Julius (1897–1942), deutscher Generalmajor;
- Waltraut (1901–1993);
- Luise (1903–1955);
- Irmgard (1904–1977).

Ende 1919 kaufte er zunächst in Haßbüttel bei Beverstedt ein größeres Anwesen zur Bewirtschaftung, das er jedoch 1925 bereits wieder verkaufte, um sich dann mit seiner Ehefrau in Marburg niederzulassen, wo er im 1957 Alter von 96 Jahren verstarb. 
Sein Großneffe ist der ehemalige Manager Hans-Erdmann Schönbeck.

## Schriften (Auswahl)
- Fotoalben zum Kriegseinsatz in Flandern.

Band 1: August 1914–November 1915.
Band 2: 10. September 1914–26. Januar 1916.
Band 3: März–Mai 1916.
Band 4: Juni–August 1916.
Band 5: Oktober 1916.